# Leers omnisports
Le Leers Omnisports est une association loi de 1901 regroupant 14 clubs Omnisports basés à Leers créé en 1974 par le Saint Vaast Tennis de table (actuel Leers OSTT) et Leers Basket (actuel Leers OSBB).
Entre 2021 et 2025, la présidence du Leers Omnisports était assurée par Bernard DESCAMPS, issu du LOS Pétanque. En mars 2025, c'est Quentin SIMOENS qui le remplace jusqu'à ce jour.

## Football
À l'issue du championnat de France de football féminin de Division 3 2009-2010, l'équipe de football féminin est promue au deuxième niveau national en Division 2 2010-2011.
| Saison    | Compétition         | Rang   |
| --------- | ------------------- | ------ |
| 2007-2008 | Division 3          | 7e     |
| 2008-2009 | Division 3          | 4e     |
| 2009-2010 | Division 3 groupe C | 2e /10 |
| 2010-2011 | Division 2          |        |

L'Association a pu voir passer dans ses rangs l'internationale Française Kheira Hamraoui ou encore Anthony Knockaert.

## Karaté taijitsu
L'omnisports de Leers compte dans ses rangs un club de karaté taijitsu. L'association est dirigée par Nathalie Grenier. Les cours sont dirigés par Fabrice Caudron, ceinture noire 3e dan et instructeur fédéral.

## Basket-Ball
Le Leers Basket est né en 1972 par la création du Président-Fondateur M. Jean-Claude DUQUENNE.
Deux années plus tard, en 1974, le Saint Vaast Tennis de Table et le Leers Basket fondent le Leers Omnisports, notre club est donc renommé "Leers Omnisports BasketBall".
Dans les années 1980, le Leers OSBB évoluera jusqu'aux portes de la division de Nationale 4 en Championnat de France de basket-ball.
Le club continuera sa progression jusqu'au début des années 1990 en recrutant deux internationaux algérien et marocain.
En juin 1992, le club est repris par 3 parents de poussins : M. ANDRIES, M. DUFOUR et M. BOURGHELLE, ce dernier sera remplacé par M. OSEKOWSKI.
Président emblématique du club,  M. Jean-Philippe ANDRIES contribuera activement à la progression et relance du club sur les devants de l'échelle départementale.
En 1996, les Minimes remportent le championnat et échouent en finale coupe Vercaemer.
En 1997, les Minimes remportent la coupe Vercaemer et le championnat ! 
Durant ces années, le club se stabilisera entre 130 et 180 licenciés à l'année, c'est alors que l'école de Mini-Basket est créée en 1999.

Les années 2000 marquent l'avènement au niveau régional des équipes Leersoises.
Après 9 années de présidence, M. Jean-Philippe ANDRIES passe le flambeau à M. Philippe CHARLEY qui prendra la Présidence de 2001 jusqu'au 5 novembre 2004 à la suite de sa démission.
En novembre 2004, M. Thierry BAILLEUL assure la Présidence accompagné de M. ROUTINE en tant que vice-président.
Le 28 mai 2005, la Municipalité offre au Club de Leers et à la salle Boileau un espace de convivialité et de vie du Club, où M. Thierry BAILLEUL, alors président inaugurera le club-house avec ses bénévoles et licenciés en présence du Maire M. Jean-Claude VANBELLE et du député M. Francis VERCAEMER.
Le 16 et 17 avril 2006 par l'énorme travail de M. Simon BARBARISI, le Leers Omnisports BasketBall réunit Dottignies, Tillburg, Templeuve, Colmar, Venaria et Liège pour créer un EuroBasket de la Solidarité.
En juin 2006, M. Cédric ROUTINE prend la présidence par intérim du LEERS OSBB à la suite de la démission pour raisons personnelles de l'ancien Président.
Le 07 janvier 2007, nos Cadets Leersois sous l'égide de M. Simon BARBARISI (une nouvelle fois) sont en 64ème de finale de Coupe de France et s'inclinent face au Stade Français Basket (à Paris).
En mai 2007, l'ancien Président du Leers OSBB M. ANDRIES est élu Président du Leers Omnisports.
Lors de l'Assemblée Générale du 07 juin 2007, Me. Isabelle CUVELIER est élue Présidente du Leers OSBB.
C'est la première femme à la présidence du club.
L'équipe Seniors Masculins accède à l'échelon régional en 2010 et Me. Isabelle CUVELIER ne poursuit pas son mandat d'élue et cède sa place à M. Simon BARBARISI.
En 2011, les Seniors Filles accèdent à leur tour à l'échelon Régionale.
En 2013, après 20 années de secrétariat puis trésorerie, M. Marian OSEKOWSKI accède à son tour à la Présidence du Leers OSBB.
En 2016 et 2017, se succèdent à la tête du Leers Omnisports BasketBall M. Ludovic DUPONT et M. Jérôme CODRON.
En juin 2018, M. Stéphane PARENT est élu à la Présidence pour maintenir un club de basket à Leers et sera accompagné d'une nouvelle équipe dynamique et novatrice (Audrey BRUNET, Laurence PARENT, Vanessa DELEPELEIRE, Giovanni ZACCARDI, Geoffrey SIMOENS).
En mai 2018, M. Quentin SIMOENS rejoint l'équipe dirigeante en tant que secrétaire adjoint, responsable communication et correspondant. Dès lors la structure met un point d'honneur sur la communication et l'identité visuelle du club est renouvelée : un nouveau logo est voté et accepté par les licenciés.
Lors de la saison 2019 - 2020, le club atteint les 279 licenciés.

En juin 2021, M. Stéphane PARENT cède sa place à la Présidence à M. Quentin SIMOENS.
L'équipe dirigeante est partiellement renouvelée avec la promotion de M. Geoffrey SIMOENS à la tête du Pôle Sportif et Yoann DELECLUSE à la Vie Associative, Cyril DELEPELEIRE rejoint Vanessa DELEPELEIRE à la trésorerie et le secrétariat compte deux nouvelles arrivées avec Florine HALLOT et Isabelle PARENT.
Après une année et demie de crise sanitaire qui a bouleversé les championnats amateurs, le Leers OSBB retrouve son rythme de croisière et dépasse le cap des 260 licenciés.
Cette première saison est synonyme de résultats :
- les U15M terminent Champions District Terrien TD5 et finalistes de Coupe Vercaemer.
- les Seniors Masculins terminent 1er ex-aeqo de PRM (synonyme de non-montée) et finalistes malheureux de Coupe Maillard (Derby perdu de 2 points avec un retard de 10 points). 

Le 18 septembre 2022 et dans le cadre de la saison 2022 - 2023, le club dépasse la barre des 300 licenciés avec l'adhésion du jeune Nathan F. évoluant en U5.

Le 16 décembre 2022, le LOSBB obtient son premier Certificat de Qualité récompensant son école de basket et le travail de longue haleine des encadrants de la structure.
| Mandat          | Président             |
| --------------- | --------------------- |
| 1972-19xx       | Jean-Claude DUQUENNE  |
| 1993-2002       | Jean-Philippe ANDRIES |
| 2002-2004       | Philippe CHARLEY      |
| 2004-2006       | Thierry BAILLEUIL     |
| 2006-2007       | Cédric ROUTINE        |
| 2007-2010       | Isabelle CUVELIER     |
| 2010-2013       | Simon BARBARISI       |
| 2013-2015       | Marian OSEKOWSKI      |
| 2015-2016       | Ludovic DUPONT        |
| 2016-2018       | Jerôme CAUDRON        |
| 2018-2021       | Stéphane PARENT       |
| 2021 - en cours | Quentin SIMOENS       |